# Andrew Gordon
Andrew Gordon (Escócia, 15 de junho de 1712 – Erfurt, 22 de agosto de 1751) foi um monge beneditino, físico e inventor. Construiu o primeiro motor elétrico.

## Vida
Andrew Gordon nasceu em Cofforach, Angus, Escócia. Filho de uma antiga família aristocrática escocesa e batizado com o nome George. Aos 12 anos de idade viajou para Regensburg, Alemanha, para estudar no Mosteiro Escocês de Regensburg. Como escocês católico, não havia possibilidade de entrar em cargos mais altos em sua terra natal. Em Regensburg concluiu um curso de educação geral de cinco anos. O abade Bernhard Baillie tornou possível que Gordon fizesse viagens educacionais à Áustria, França e Itália, em particular a Roma. Gordon retornou a Regensburg em 1732. Em 24 de fevereiro de 1732 matriculou-se como noviço e recebeu o nome de "Andreas". No mosteiro começou com o estudo da filosofia escolástica sob Gallus Leith, que em 1735 na universidade de Erfurt foi nomeado professor de filosofia. Gordon estudou intensamente com o dominicano Iselbrecher. No mesmo ano Andreas Gordon ingressou no sacerdócio, depois concluiu os estudos de direito na Universidade Beneditina de Salzburgo, onde estudou direito e teologia. Em 1737 concluiu seus estudos de filosofia e teologia com "excelência" e passou no exame legal com honras. Posteriormente tornou-se professor de filosofia na Universidade de Erfurt.
Gordon logo adquiriu uma reputação considerável por seus trabalhos sobre eletricidade, entre os quais Phaenomena electricitatis exposita (1744), Philosophia utilis et jucunda (1745) e Physicae experimentalis elementa (1751-1752).
Para o globo de enxofre de Otto von Guericke (1671) e o globo de vidro de Isaac Newton (alguns dizem de Francis Hauksbee), Gordon substituiu um cilindro de vidro que fazia uma eficiente máquina de fricção. Duas outras invenções na física são dignas de nota: a primeira é a estrela metálica leve apoiada em um pivô pontiagudo, com as extremidades dobradas em ângulo reto com os raios e comumente chamado turbilhão elétrico; a segunda é o dispositivo conhecido como carrilhão elétrico. Essas invenções costumavam ser descritas em livros didáticos de eletricidade; o nome de Gordon nem sempre foi mencionado, embora ambas as invenções sejam totalmente descritas por ele em seu Versuch einer Erklarung der Electricitat (Erfurt, 1745). Benjamin Franklin, que geralmente é creditado com a última invenção, simplesmente adotou os "carrilhões alemães" (descritos por William Watson em seu famoso Sequel, 1746) para servir como anunciador elétrico em conexão com seu para-raios experimental de 1752. O "turbilhão" era um motor de reação eletrostática, o primeiro de seu tipo, enquanto o segundo deriva sua importância teórica como a primeira instância da aplicação do que veio a ser chamado de convecção elétrica.
Gordon morreu em Erfurt, Saxônia.